# 高貝利之戰
高貝利之戰（英語：Battle of Highbury）指1934年11月14日，英格蘭國家足球隊在倫敦高貝利球場迎戰應屆世界杯冠軍意大利國家足球隊，英格蘭在這場備受矚目比賽下以3:2擊敗意大利隊。這是現代足球史上其中最著名和最暴力的一場比賽。
英格蘭足總在1928年因業餘球員薪資爭議而退出國際足聯，令英格蘭缺席首三屆世界杯。儘管意大利贏下1934年世界杯，但國際足聯當時認受性不足，而且英國是現代足球發源地，英格蘭仍被認為是世上最佳的球隊。另外意大利首相墨索里尼亦想以此宣揚其法西思主義，因此雙方都對這場比賽極其重視。英國傳媒賽前廣泛宣稱這場為「真正的世界杯決賽」，並形容是官方的世界冠軍和長久公認最強球隊之戰。墨索里尼更有傳如果贏得這場比場，會送每位球員一輛愛快羅密歐汽車和150英鎊獎金。

## 賽前
英格蘭此場派出7名阿仙奴球員，到今天還是單一球會最多球員為英格蘭代表隊正選上陣的紀錄。英格蘭的陣容非常欠缺經驗，每一位球員都少過10次為國家披甲。年輕的英格蘭傳奇球員馬菲斯此場也只是第二次為國出戰。意大利則以著名教練维托里奥·波佐(Vittorio Pozzo)帶隊，此戰前已贏得一次中歐國際足球錦標賽和世界杯。英格蘭排出當時流行的2-3-5陣式，意大利則以波素教練著名的創新2-3-2-3「條理陣式」(Metodo)應戰。
當天有56,044 名觀眾進場，包括10,000名意大利隊支持者。英國亞瑟王子和意大利大使迪諾·格蘭迪(Dino Grandi)亦有在現場觀賽。墨索里尼身在瑞士，據傳要求官員不斷匯報戰況。

## 比賽過程
英格蘭名將馬菲斯形容這場為他生涯中最暴力的比賽。開賽1分鐘，英格蘭因泰戴基(Ted Drake)在禁區被犯規獲得一個點球機會，可惜前鋒艾歷·布祿克(Eric Brook)射失。比賽2分鐘，意大利中場路易斯·蒙蒂(Luis Monti)被泰戴基一次攔截中弄斷腳。但因當時球例不容許換人，蒙蒂在隊友不知道他受傷情況下，仍留在場中15分鐘。意大利球員因覺得蒙蒂是被惡意侵犯，而向英格蘭球員作出報復式犯規。瑞伊·鮑登 (Ray Bowden)、傑克·百克(Jack Barker)、泰戴基和布祿克都相繼受傷。英格蘭隊長哈普古德(Eddie Hapgood)更因鼻傷而要離場治理15分鐘。在此時間內，布祿克在2、10分鐘分別以頭搥和自由球建功，加上泰戴基12分鐘的入球，英格蘭在球賽早段便遙遙領前3:0。
下半場意大利以10人應戰，並因應蒙蒂離場調整戰術。意大利傳奇前鋒梅亞沙(Mezza)在58和62分鐘建功追近比數，並有一記射門中門框差點追平。英格蘭最終以3:2贏下比賽，中場科平(Wilf Copping)因整場出色攔截當選最佳球員。賽後幾乎每一名英格蘭球員都受傷，其中以隊長哈普古德的傷勢最嚴重。

## 賽後反應
球賽並沒有為誰是世上最佳球隊寫下結論。意大利傳媒認為球隊大部份時間10人應戰下都能幾乎贏下比賽，意大利人都為賽果歡呼並向出戰球員致敬為「高貝利的獅子」(The Lions of Highbury)。英格蘭一方則認為賽果證明三獅軍才是真正的世界冠軍。另一方面，英國傳媒一致強烈遣責意大利的粗暴的打法和戰術。英國每日郵報的頭版標題「英格蘭擊敗意大利，但這種球賽該舉行嗎?」，每日快報稱球賽為「拙劣的足球」，衛報引述球員稱「這不是一場球賽，這是一場戰役」。英格蘭國內迴響和足總曾甚至考慮英格蘭足球隊不再參與國際性比賽　。
球賽另一個意義是英格蘭在足球的頂尖地位受到進一步挑戰。英格蘭國家隊在1934年的夏天的友賽已先後敗給奧地利和捷克，在高貝利之戰前以為能輕鬆以大比分取勝，結果在多人應戰下僅能險勝意大利，令世人質疑英國足球可能非世上最佳　。